# Kozačok
Kozačok (ukr.: Koзaчoк/Kozačok, rus.: Kaзaчoк/Kazačok, eng. Kozachok) je vrsta narodnog plesa koji se započeo formirati među ukrajinskim kozacima na prijelazu s 15. na 16. stoljeće. Osim što je dio poznate ukrajinske nacionalne baštine i folkloristike, izvodi se i u Rusiji, posebno na Kubanu (Kubanski kazačok) gdje živi velika ukrajinska manjina, zatim na sjevernom Kavkazu (Terski kazačok) i na drugim mjestima.

## Karakteristike i povijest
Kozačok ima brz, veseo ritam (2/4) i pleše se u parovima. Obično se tempo ubrzava i važna je vještina improvizacije. Žena vodi ples, dok muškarac slijedi njezine korake. Pljeskom plesačica partneru plesaču signalizira promjene u koracima. Ples ima dosta sličnosti s Hopakom.
Prvi poznati kozačok nastao je u zaporoškim stepama a na poljskom dvoru nazvan je »Vertepni kozačok«. Glazbenu podlogu za ples Kozačok prvi put je skladao skladatelj K. S. R. Dusjaški u 17. stoljeću. Kozačok se prvi puta javlja u francuskom baletu, a dobiva svjetsku slavu dvadesetih godina 19. stoljeća, kada su vojnici Ruskog Carstva okupirali Pariz 1813. godine. 
Tada se način plesanja kozačoka mijenja, pleše se u sve većim skupinama ljudi. Od 1960. godine postaje poznatim narodnim plesom s prostora Sovjetskog Saveza i često se izvodi širom svijeta. Među poznatijim skladateljima kozačoka su Aleksandar Serov, Petar Iljič Čajkovski i drugi. A. S. Dargomižski je napisao za simfonijski orkestar Ukrajinski odnosno "Maloruski kozačok" 1864. godine.

## Vanjske poveznice
- Ukrajinski narodni plesovi (eng.)
- Ukrajinski narodni plesovi: Kozačok (eng.)
- Video sadržaj: "Весняний козачок" (Анс.танцю ім. П. Вірського)[neaktivna poveznica]
- Audio sadržaj: Glazbena izvedba Kozačoka[neaktivna poveznica]